# Hermann Burger
Hermann Burger (Menziken, 10 luglio 1942 – Brunegg, 28 febbraio 1989) è stato uno scrittore svizzero, conosciuto soprattutto per i suoi romanzi, racconti brevi, le sue rubriche sulla stampa e gli scritti come saggista.

## Biografia
Burger nasce figlio di un ispettore assicurativo e di un’insegnante di economia domestica. Cresce a Burg, nel Canton Argovia, con un fratello ed una sorella minori. Fin da piccolo dimostra interesse e talento per la musica e le arti figurative. Studia dapprima architettura al Politecnico federale di Zurigo ETH poi Letteratura e Storia dell´Arte presso l´Università di Zurigo. Si sposa con Anne Marie Careel nel 1967 e pubblica una tesi di dottorato su Paul Celan.
Le prime opere sono una raccolta di poesie e una di racconti brevi ma il successo arriva con il primo romanzo. Egli è a lungo redattore dell'Aargauer Tagblatt e scrive per la Frankfurter Allgemeine Zeitung. Muore nel 1989 nella sua abitazione di Brunegg dopo avere a lungo sofferto di grave depressione. Il suicidio, la depressione e la melanconia sono al centro della sua opera. La sua scrittura molto elaborata ricorda da vicino i motivi e le tematiche trattate da Thomas Bernhard, Franz Kafka, Ingeborg Bachmann. Inoltre non mancano i riferimenti alla tradizione svizzera di Jeremias Gotthelf, Conrad Ferdinand Meyer, Gottfried Keller e a quella tedesca di Theodor Fontane, Eduard Mörike, Jean Paul, Thomas Mann e Goethe.

## Attività letterarie
Nel 1967 pubblica una raccolta di poesie Rauchsignale (“Segnali di fumo”) a cui fa seguito nel 1970 la raccolta di racconti Bork. Il successo giunge con il romanzo Schilten. Schulbericht zuhanden der Inspektorenkonferenz (“Schilten. Resoconto scolastico all´attenzione della conferenza degli ispettori”) nel 1976. Del romanzo viene girata nel 1979 una versione cinematografica dal regista Beat Kuert. Il romanzo è scritto in forma di monologo umoristico e grottesco ricalcando lo stile dei monologhi di Dostoevskij e Thomas Bernhard. Chi parla è un insegnante ossessionato dal pensiero che non sia possibile insegnare a dei giovani in prossimità di un cimitero. Convinto di non potere svolgere normalmente lezione, cerca a suo modo, di preparare gli allievi, figli degli abitanti del villaggio di Schilten alla vita. Egli lo fa, parlando ininterrottamente di riti funerari, di morte e delle attività del custode del cimitero, che fa anche da bidello della scuola.
Nel 1982 pubblica il suo secondo romanzo Die künstliche Mutter ("La madre artificiale") in cui sviluppa il motivo dell'impossibilità di scrivere, del suo legame con i classici, soprattutto con il Faust di Goethe e con La montagna incantata di Thomas Mann e alcuni motivi autobiografici tra cui il fallimento accademico ed il rapporto con la madre e la sorella. Il romanzo è incentrato sulla permanenza del personaggio principale in una casa di cura situata nel cuore del Massiccio del San Gottardo, dove egli vuole farsi curare dall´impotenza. La parte centrale del testo è incentrata su una lettera alla madre e alla sorella, sviluppata sulla falsariga della Lettera al padre di Kafka. Grazie a questo romanzo vince nel 1983 il premio della città di Bad Homburg dedicato a Friedrich Hölderlin.
Nel 1985 vince per il racconto Die Wasserfallfinsternis von Badgastein, ein Hydrotestament in fünf Sätzen (“L´eclissi della cascata di Badgastein. Un idrotestamento in cinque movimenti”) il premio Ingeborg Bachmann. Il racconto ricalca alcuni tratti della poetica dell´artista misconosciuto e malato tipici dell´opera e soprattutto del teatro di Thomas Bernhard. Il racconto ripropone una rilettura di una poesia di Franz Grillparzer e del romanticismo in chiave comica, come riflessione sul rapporto tra natura, arte e culto della salute. Il racconto è scritto in forma di lettera e si snoda come un monologo, suddiviso in cinque movimenti musicali come il famoso Quintetto della trota di Franz Schubert, centro del pezzo teatrale di Bernhard Die Macht der Gewohnheit. In questa lettera, indirizzata al direttore dei bagni termali di Bad Gastein, il portiere notturno narra come ha scoperto che la cascata ha cessato di scrosciare dalle balze di roccia.
Scrive un'autobiografia dal titolo Brenner progettata come tetralogia incentrata sulla dinastia di produttori di sigari, ma di cui l'autore riesce a completare solo i due primi tomi: Brunsleben e Menzenmang, pubblicati presso la casa editrice Suhrkamp Verlag in parte dopo la morte dell´autore. Molto accentuata in questi romanzi è la riflessione sulla malattia, sul rapporto tra la scrittura e la critica e infine tra l´autore e i suoi modelli, tra cui spicca in questo romanzo soprattutto il riferimento a Theodor Fontane e alla sua opera Der Stechlin, come pure il continuo gioco di richiami alla poetica di Marcel Proust.
Oltre a queste opere maggiori l´autore si impegnò come saggista pubblicando presso la casa editrice Fischer Verlag due raccolte di saggi: Ein Mann aus Wörtern (“Un uomo fatto di parole”) e Als Autor auf der Stör (“L'autore ambulante”).
Pubblicò inoltre due raccolte di racconti: Diabelli (1979) e Blankenburg (1986), incentrati su figure umili ma dotate di un talento linguistico straordinario, come il servo d´orchestra e il prestidigitatore, spesso in forma di lettera e monologo, un racconto lungo Der Schuss auf die Kanzel (1988) (“Lo sparo al pulpito”) scritto come variazione sui personaggi e temi del primo romanzo e rievocando il titolo dell'omonimo racconto satirico di Conrad Ferdinand Meyer, e infine una raccolta di aforismi sul tema del suicidio dal titolo Tractatus logico-suicidalis ispirato all´opera di Ludwig Wittgenstein Tractatus Logico-Philosophicus.
Nel 1986 fu anch'egli invitato a tenere una lezione di poetica presso l´Università di Francoforte pubblicata in seguito dal Fischer Verlag con il titolo di Die allmähliche Verfertigung der Idee beim Schreiben (“La progressiva creazione dell'idea nello scrivere”) basata su un saggio di Heinrich von Kleist.
Nel 2009 è stato pubblicato un suo racconto postumo intitolato Der Lachartist (“L´artista della risata”), che dimostra gli spunti tratti da Thomas Bernhard e contiene un riferimento al poeta Paul Celan, sul quale aveva scritto la tesi di dottorato.
Da alcuni anni è accessibile presso l'Archivio svizzero di letteratura o (ASL) a Berna un fondo dei suoi carteggi e delle opere inedite dell´autore.

## Onorificenze
- 1977: Premio della Schweizerischen Schillerstiftung per il romanzo Schilten. Schulbericht zuhanden der Inspektorenkonferenz
- 1980: Premio Conrad Ferdinand Meyer
- 1983: Friedrich-Hölderlin-Preis der Stadt Bad Homburg per il secondo romanzo Die künstliche Mutter
- 1984: Aargauer Literaturpreis
- 1985: Ingeborg-Bachmann-Preis per il racconto Die Wasserfallfinsternis von Badgastein, ein Hydrotestament in fünf Sätzen (edito nella raccolta Blankenburg)
- 1986: Contributo letterario della Fondazione Pro Helvetia
- 1988: Premio per l´opera completa della Schweizerischen Schillerstiftung

## Opere
- Rauchsignale (1967) poesie
- Bork (1970) prosa
- Paul Celan. Auf der Suche nach der verlorenen Sprache (1974) Tesi di dottorato
- Schilten. Schulbericht zuhanden der Inspektorenkonferenz (1976) romanzo
- Diabelli (1979) racconti
- Kirchberger Idyllen (1980) poesie
- Die künstliche Mutter (1982) romanzo
- Ein Mann aus Wörtern (1983) raccolta di saggi
- Die allmähliche Verfertigung der Idee beim Schreiben (1986) lezione di poetica
- Blankenburg (1986) racconti
- Als Autor auf der Stör (1987) raccolta di saggi
- Der Schuss auf die Kanzel (1988) racconto
- Tractatus logico-suicidalis. Über die Selbsttötung (1988) raccolta di aforismi
- Brenner (volume 1 pubblicato nel 1989) romanzo; Menzmang (volume 2 pubblicato postumo nel 1992)
- Der Lachartist (racconto postumo).
- Lokalbericht. (romanzo postumo) (2016)

### Opere tradotte
- Il servo d'orchestra, traduzione di Anna Ruchat, Marcos y Marcos, Milano 1990, Titolo originale: Diabelli, 1979.
- L'illettore. Una confessione,  traduzione di Anna Ruchat, L'orma Editore, Roma 2017, ISBN 978-88-997-9314-2, titolo originale: Blankenburg. Zustandsbericht eines Leselosen
- Tractatus logico-suicidalis. Dell'uccidere sé stessi, traduzione di Anna Ruchat, Portatori d'acqua, Pesaro 2025.

### Film
- Schilten. Mit dem Nebel davonkommen (Schilten. Salvi grazie alla nebbia, 1979), diretto da Beat Kuert. sceneggiatira di Hermann Burger tratto dal suo romanzo Schilten.